# Steve Cropper
Steven Lee Cropper (født 21. oktober 1941) er en amerikansk guitarist, sangskriver og musikproducer. Han er bedst kendt som værende guitaristen i den faste gruppe af studiemusikere Booker T. & the M.G.'s, der indspillede for pladeselskabet Stax Records og spillede backing for bl.a. Otis Redding, Sam & Dave, Carla Thomas, Rufus Thomas og Johnnie Taylor. Cropper producerede flere af indspilningerne, ligesom han var med til at skrive flere af sangene. 
Efter tiden på Stax indspillede han med flere forskellige fremtrædende artister og blev også medlem af the Blues Brothers band og medvirkede i Blues Brothers filmene. Rolling Stone magazine placerede ham som nr. 39 på magasinets liste over det 100 bedste guitarister gennem tiderne.

## Karriere

### Opvækst
Steve Cropper voksede op på en gård i Missouri og flyttede med sin familie til Memphis, da han var ni år gammel. Han fik sin første guitar, da han var 14.

### Tiden på Stax
I slutningen af 1950’erne begyndte Cropper at spille i forskellige sammenhænge. Han dannede sammen med Charlie Freeman gruppen  guitar The Royal Spades, der senere ændrede navn til The Mar-Keys. The Mar-Keys blev tilknyttet Stax Records (dengang Satellite Records) og fungerede som fast backinggruppe på mange af indspilningerne i Stax’ studier. Mar-Keys fik selv et hit i eget navn i 1961 med "Last Night".
På Stax fik Cropper ansvaret for den kunstneriske udvikling af pladeselskabets artister og sangskrivere.
Cropper grundlagde sammen med organisten Booker T. Jones, trommelageren Al Jackson Jr. og bassisten  Lewie Steinberg (kort efter udskiftet med Donald "Duck" Dunn) gruppen Booker T. & the M.G.'s, der ligesom The Mar-Keys spillede som fast backinggruppe på indspilningerne på Stax. Som guitarist i The Mar-Keys og Booker T & the M.G.'s spillede Steve Cropper guitar på en række hits fra 1960'erne, såsom "(Sittin' on) the Dock of the Bay," som Cropper skrev sammen med Otis Redding og Sam & Dave's "Soul Man". Cropper var også med-sangskriver på hits som "Knock on Wood" med Eddie Floyd og "In the Midnight Hour" med Wilson Pickett. 
Cropper udgav sit første album i eget navn i 1969, With a Little Help From My Friends. 

## Tiden efter Stax
Cropper forlod Stax i efteråret 1970, og etablerede TMI Studios med sangeren Jerry Williams og ex-Mar-Key Ronnie Stoots. Han medvirkede på indspilninger og producerede musik for bl.a. Tower of Power, Rod Stewart, José Feliciano, The Jeff Beck Group, Ringo Starr og John Lennon. 
I efteråret 1975 gendannede Cropper Booker T. and the M.G's med Jones, Jackson og Dunn, men Al Jackson blev dræbt under et formodet hjemmerøveri i Memphis aftenen før han skulle flyve til Los Angeles for at møde med de øvrige medlemmer af gruppen. Gruppen antog senere Willie Hallsom som trommeslager. I 1978 blev Cropper og Dunn en del af Levon Helms RCO All-Stars, hvorefter de to sammen med trommeslageren Willie Hall blev en del af the Blues Brothers band, der indspillede to album og to soundtracks. 
Cropper med virkede i de to Blues Brothers film og i "Weird Al" Yankovic mockumentary The Compleat Al fra 1985.
Udover udgivelse af en række soloalbum har medvirkede Cropper i 1992 ved Bob Dylans 30-års jubilæumskoncert i Madison Square Garden, hvor han sammen med det øvrige Booker T. and the M.G's spillede backing til koncerten, hvori bl.a. medvirkede Eric Clapton, George Harrison, Tom Petty, Johnny Cash, Chrissie Hynde, Sinéad O'Connor, Stevie Wonder og Neil Young. Neil Young hyrede efterfølgende Booker T. and the M.G's til at turnere med Young, ligesom gruppen indspillede album med Young.
I 2004 spillede Cropper, Dunn og Jones som backing-band ved Eric Claptons Crossroads Guitar Festival i Dallas, hvor bl.a. medvirkede Joe Walsh og David Hidalgo, ligesom han medvirkede ved den 4. Crossroads Guitar Festival i Madison Square Garden i april 2013 (med Booker T and the M.G.'s). Samme år var han "special guest" ved en række koncerter i Peter Frampton's Guitar Circus Tour.

## Hæder
Steve Cropper blev i 1992 sammen med Booker T. & the M.G.'s optaget i Rock and Roll Hall of Fame. Det britiske magasin Mojo udråbte ham i 1996 som den største nulevende guitarist. 
Den 9. juni 2005 blev Cropper optaget i Songwriters Hall of Fame og i oktober 2010 blev han optaget i Nashville Songwriters Hall of Fame.

## Discografi
- 1969: With a Little Help from My Friends[8]
- 1969: Jammed Together (med Albert King and Pops Staples)[9]
- 1981: Playin' My Thang
- 1982: Night After Night
- 2007: This Is ... Steve Cropper & His Friends
- 2008: Nudge It Up A Notch
- 2010: Midnight Flyer
- 2011: Dedicated – A Salute to the 5 Royales

## Medvirken som skuespiller
- 1980: Blues Brothers som sig selv
- 1988: Satisfaction som Sal
- 1999: Blues Brothers 2000 som sig selv
- 2008: Be Kind Rewind som sig selv